# Женская национальная баскетбольная ассоциация
Женская национальная баскетбольная ассоциация, ЖНБА (англ. Women's National Basketball Association, WNBA) — женская профессиональная баскетбольная лига в США. Ассоциация была основана 22 апреля 1996 года как женская копия Национальной баскетбольной ассоциации, а первый сезон провела в 1997 году. Регулярный сезон в лиге продолжается с мая по сентябрь, а финальные игры в конце сентября — начале октября.

## Организация

Логотип 2013—2019 годов

### Регулярный сезон
Лига разделена на две конференции. В сезоне 2008 года в обеих конференциях было по 7 команд. С сезона 2003 по сезон 2019 в регулярном сезоне, который продолжается с мая по август, каждая команда проводила по 34 игры: с 4 командами из конференции по 3 игры, с 2 оставшимися по 4 игры (20 игр), а также по 2 игры с командами из другой конференции (14 игр), причём одна из игр проходит на домашней арене. Четыре клуба из каждой конференции с наилучшим показателем побед и поражений переходят в раунд плей-офф, который продолжается в течение сентября и заканчивается серией финальных встреч. С 2023 года в регулярном сезоне каждая из двенадцати команд проводила по 40 игр, а в 2025 году команд стало тринадцать, каждая из которых теперь проводит по 44 игры.
В год проведения летних Олимпийских игр ЖНБА делает месячный перерыв в сезоне, чтобы игроки могли выступить за свои национальные сборные.

## Команды

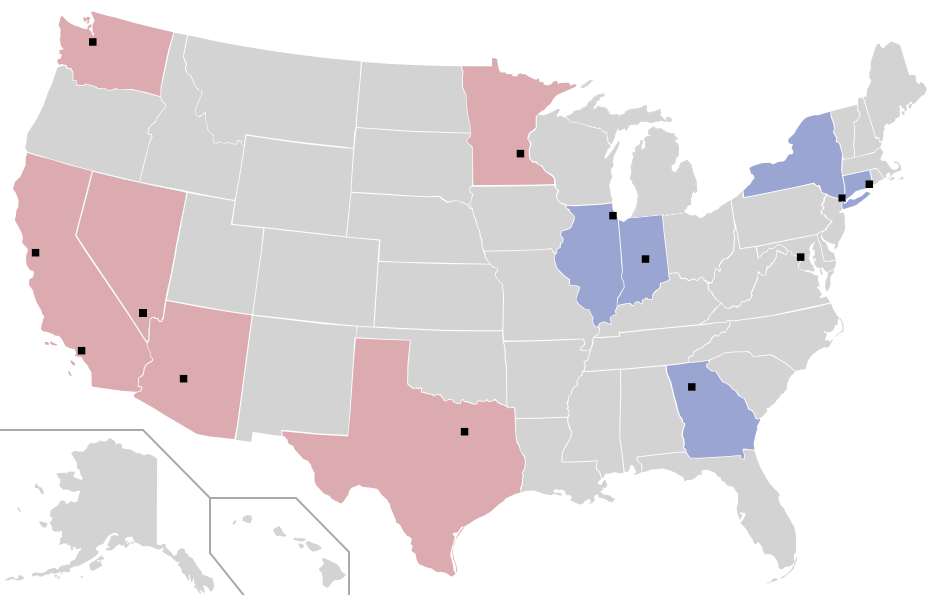
Расположение команд ЖНБА
Западная конференция
Восточная конференция

Всего в истории ВНБА было 19 команд. Шесть из них прекратили своё существование с момента образования ассоциации: «Кливленд Рокерс», «Майами Сол», «Шарлотт Стинг», «Портленд Файр», «Хьюстон Кометс» и «Сакраменто Монархс». Две команды — «Юта Старз», «Орландо Миракл» — сменили свою прописку, переехав соответственно в Сан-Антонио («Сан-Антонио Силвер Старз») и Коннектикут («Коннектикут Сан»). Изначальный «Детройт Шок» осуществил два переезда: в Талсу («Талса Шок»), а затем в Арлингтон («Даллас Уингз»). В 2025 году ассоциация пополнилась командой «Голден Стэйт Валкириз», а в 2026 году в состав лиги войдут клуб «Торонто Темпо» и команда из Портленда. К 2030 году к ВНБА присоединятся также команды из Кливленда, Детройта и Филадельфии.

### Восточная конференция
| Команда                                      | Образована | Цвета                              |
| -------------------------------------------- | ---------- | ---------------------------------- |
| Нью-Йорк Либерти (англ. New York Liberty)    | 1997       | Голубой, зеленый, оранжевый, белый |
| Вашингтон Мистикс (англ. Washington Mystics) | 1998       | Синий, черный, бронзовый, белый    |
| Коннектикут Сан (англ. Connecticut Sun)      | 1999       | Синий, красный, золотой, белый     |
| Индиана Фивер (англ. Indiana Fever)          | 2000       | Синий, золотой, красный, белый     |
| Чикаго Скай (англ. Chicago Sky)              | 2006       | Голубой, желтый, белый             |
| Атланта Дрим (англ. Atlanta Dream)           | 2008       | Голубой, красный, белый            |

### Западная конференция
| Команда                                              | Образована | Цвета                                |
| ---------------------------------------------------- | ---------- | ------------------------------------ |
| Лас-Вегас Эйсес (англ. Las Vegas Aces)               | 1997       | Красный, белый                       |
| Лос-Анджелес Спаркс (англ. Los Angeles Sparks)       | 1997       | Фиолетовый, золотой                  |
| Финикс Меркури (англ. Phoenix Mercury)               | 1997       | Фиолетовый, желтый, оранжевый, белый |
| Даллас Уингз (англ. Dallas Wings)                    | 1998       | Золотой, красный, чёрный             |
| Миннесота Линкс (англ. Minnesota Lynx)               | 1999       | Голубой, зеленый, серебро, белый     |
| Сиэтл Шторм (англ. Seattle Storm)                    | 2000       | Зеленый, красный, золотой, белый     |
| Голден Стэйт Валкириз (англ. Golden State Valkyries) | 2025       | Фиолетовый, золотой, чёрный, белый   |

## Список чемпионов
| Сезон | Победитель          | Счёт    | Финалист                 | MVP финала |
| ----- | ------------------- | ------- | ------------------------ | ---------- |
| 1997  | Хьюстон Кометс      | 65 : 51 | Нью-Йорк Либерти         | Купер      |
| 1998  | Хьюстон Кометс      | 2 — 1   | Финикс Меркури           | Купер      |
| 1999  | Хьюстон Кометс      | 2 — 1   | Нью-Йорк Либерти         | Купер      |
| 2000  | Хьюстон Кометс      | 2 — 0   | Нью-Йорк Либерти         | Купер      |
| 2001  | Лос-Анджелес Спаркс | 2 — 0   | Шарлотт Стинг            | Лесли      |
| 2002  | Лос-Анджелес Спаркс | 2 — 0   | Нью-Йорк Либерти         | Лесли      |
| 2003  | Детройт Шок         | 2 — 1   | Лос-Анджелес Спаркс      | Райли      |
| 2004  | Сиэтл Шторм         | 2 — 1   | Коннектикут Сан          | Леннокс    |
| 2005  | Сакраменто Монархс  | 3 — 1   | Коннектикут Сан          | Гриффит    |
| 2006  | Детройт Шок         | 3 — 2   | Сакраменто Монархс       | Нолан      |
| 2007  | Финикс Меркури      | 3 — 2   | Детройт Шок              | Пондекстер |
| 2008  | Детройт Шок         | 3 — 0   | Сан-Антонио Силвер Старз | Смит       |
| 2009  | Финикс Меркури      | 3 — 2   | Индиана Фивер            | Таурази    |
| 2010  | Сиэтл Шторм         | 3 — 0   | Атланта Дрим             | Джексон    |
| 2011  | Миннесота Линкс     | 3 — 0   | Атланта Дрим             | Огастус    |
| 2012  | Индиана Фивер       | 3 — 1   | Миннесота Линкс          | Кэтчингс   |
| 2013  | Миннесота Линкс     | 3 — 0   | Атланта Дрим             | Мур        |
| 2014  | Финикс Меркури      | 3 — 0   | Чикаго Скай              | Таурази    |
| 2015  | Миннесота Линкс     | 3 — 2   | Индиана Фивер            | Фаулз      |
| 2016  | Лос-Анджелес Спаркс | 3 — 2   | Миннесота Линкс          | Паркер     |
| 2017  | Миннесота Линкс     | 3 — 2   | Лос-Анджелес Спаркс      | Фаулз      |
| 2018  | Сиэтл Шторм         | 3 — 0   | Вашингтон Мистикс        | Стюарт     |
| 2019  | Вашингтон Мистикс   | 3 — 2   | Коннектикут Сан          | Миссеман   |
| 2020  | Сиэтл Шторм         | 3 — 0   | Лас-Вегас Эйсес          | Стюарт     |
| 2021  | Чикаго Скай         | 3 — 1   | Финикс Меркури           | Коппер     |
| 2022  | Лас-Вегас Эйсес     | 3 — 1   | Коннектикут Сан          | Грей       |
| 2023  | Лас-Вегас Эйсес     | 3 — 1   | Нью-Йорк Либерти         | Уилсон     |
| 2024  | Нью-Йорк Либерти    | 3 — 2   | Миннесота Линкс          | Джонс      |